# El petit Nicolàs (pel·lícula)
El petit Nicolàs (francès: Le Petit Nicolas : Qu'est-ce qu'on attend pour être heureux ?) és una pel·lícula d'animació francesa del 2022 dirigida per Amandine Fredon i Benjamin Massoubre. La pel·lícula retrata la història de René Goscinny i Jean-Jacques Sempé durant la creació de la influent sèrie de llibres infantils il·lustrats El petit Nicolas, combinant ambdues escenes que adapten directament vinyetes dels llibres i escenes que representen la creació real dels llibres, incloent-hi Goscinny i Sempé interactuant i parlant directament amb en Nicolàs. S'ha doblat i subtitulat al català.
La pel·lícula és protagonitzada per Alain Chabat com a Goscinny, Laurent Lafitte com a Sempé i Simon Faliu com en Nicolàs. La filla de Goscinny, Anne Goscinny, és una de les guionistes.
La pel·lícula es va estrenar com a projecció especial al Festival de Canes de 2022.